# Contea di Mullewa
La contea di Mullewa era una delle Local Government Areas che facevano parte della regione di Mid West, in Australia Occidentale. Si estendeva su di una superficie di circa 10.827 chilometri quadrati ed aveva una popolazione di 911 abitanti.

## Fusione del 2011
Nel dicembre 2010, dopo lunghi negoziati riguardo alla possibilità di una fusione fra i due LGA di Città di Geraldton-Greenough e contea di Mullewa, venne presa la decisione di procedere all'unificazione delle due entità. Entrambe le comunità decisero di tenere un referendum per verificare la volontà dei residenti e si tenne una votazione il 16 aprile 2011: nella contea di Mullewa i contrari furono l'83,24%, mentre nella Città di Geraldton-Greenough i contrari furono il 72,39%. Tuttavia, poiché in nessuna delle due votazioni si raggiunse il quorum del 50% dei votanti, entrambi i referendum vennero considerati nulli e il 1º luglio 2011 le due entità si fondettero per formare la Città di Greater Geraldton.